# 최찬욱 (1950년)
최찬욱(崔贊旭, 1950년 7월 1일~)은 대한민국 전라북도의회 의원이다.

## 학력
- 전주농림고등학교 졸업
- 전북과학대학교 미디어영상과 졸업
- 우석대학교 일반대학원 체육학 석사

## 경력
- 전주농림고등학교 체육교사
- 전라북도 역도연맹 전무이사
- 전라북도 씨름협회 부회장
- 전주지방검찰청 상임소년소녀선도위원연합회 간사장
- 새마을운동 전주시지회장
- 대한씨름협회 총무이사
- 전주지역 법조윤리협의회 위원
- 전북대학교 공과대학 전기전자컴퓨터 공학부 초빙교수
- 1991.04~1995.06: 제4대 전주시의회 의원
  - 제4대 전주시의회 후반기 사회산업위원회 위원
- 1995.07~1998.06: 제5대 전주시의회 의원
  - 1995.07~1998.06: 제5대 전주시의회 전,후반기 도시건설위원회 위원
- 2002.07~2006.06: 제7대 전주시의회 의원
  - 2002.07~2004.06: 제7대 전주시의회 전반기 도시건설위원회 부위원장
  - 2004.07~2006.06: 제7대 전주시의회 후반기 사회문화위원회 위원장
- 2006.07~2010.06: 제8대 전주시의회 의원
  - 2006.07~2008.06: 제8대 전주시의회 전반기 부의장
  - 2008.07~2010.06: 제8대 전주시의회 후반기 의장
- 2010.07~2014.06: 제9대 전주시의회 의원
  - 2010.07~2014.06: 제9대 전주시의회 전,후반기 행정위원회 위원
- 2014.07~2018.04: 제10대 전주시의회 의원
- 2018년 7월 1일~2022년 6월 30일: 제11대 전라북도의회 의원
  - 2022.05~2022.06: 제11대 전라북도의회 후반기 의장

## 역대 선거 결과
|  | 0% |

|  | 34.37% |

|  | 44.14% |

|  | 58.49% |

|  | 27.55% |

|  | 37.77% |

|  | 32.41% |

|  | 65.26% |